# Carlisle (Caroline du Sud)
Pour les articles homonymes, voir Carlisle (homonymie).
Carlisle est une ville située dans le comté d'Union, dans l’État de Caroline du Sud, aux États-Unis. Lors du recensement de 2020, elle comptait 321 habitants.